# Eisenbahnmuseum Çamlık
Das Eisenbahnmuseum Çamlık (türkisch Çamlık Tren Müzesi oder Çamlık Buharlı Lokomotif Müzesi) ist ein Eisenbahnmuseum im Ort Çamlık, der zu Selçuk in der Provinz Izmir in der Türkei gehört. Es ist das größte Eisenbahnmuseum in der Türkei.

## Geschichte
Das Museum befindet sich neben dem früheren Bahnhof Çamlık in einem ehemaligen Bahnbetriebswerk an einem ursprünglichen Teil der Hauptstrecke der Ottoman Railway Company, der ältesten Bahngesellschaft der Türkei. Es liegt in der Nähe des Dorfes Çamlık, sehr nahe an den berühmten historischen Stätten von Ephesus.
Als die Bahnstrecke İzmir–Eğirdir zwischen Izmir und Aydın neu trassiert wurde, wurde dieser Streckenabschnitt mit dem ursprünglichen Bahnhof Çamlık aufgegeben. Der Bau des Museums wurde 1991 begonnen und 1997 abgeschlossen. Dabei wurden die ursprünglichen Schienen von 1866 verwendet.
Das Gelände, die Gebäude und die Sammlung sind Eigentum der Türkiye Cumhuriyeti Devlet Demiryolları, der staatlichen Eisenbahngesellschaft der Türkei (TCDD). Betrieben wird das Museum unter der Regie von Atilla Mısırlıoğlu, der einen Mietvertrag über 99 Jahre besitzt. Atilla Mısırlıoğlu ist der Sohn des ersten Weichenwärters des Bahnhofes Çamlık.

## Fahrzeuge
Im Museum stehen 33 Dampflokomotiven, die Hälfte davon sind rund um die 18-Meter-Drehscheibe aufgestellt. Die Baujahre dieser Lokomotiven liegen zwischen 1891 und 1951. Die älteste stammt von dem britischen Unternehmen Robert Stephenson and Company.
Zahlreiche der ausgestellten Lokomotiven wurden von deutschen Herstellern geliefert. Acht von ihnen wurden von Henschel & Sohn erbaut, zwei von Krauss-Maffei, eine von Borsig, zwei von der Berliner Maschinenbau-Actien-Gesellschaft vormals L. Schwartzkopff, eine von Orenstein & Koppel, drei von Krupp sowie eine von der Maschinenbauanstalt Humboldt.
Von nichtdeutschen Lieferanten stammen zwei Lokomotiven von Nydqvist och Holm (NOHAB) in Schweden, eine von Českomoravská-Kolben-Daněk in der Tschechoslowakei, zwei von Robert Stephenson and Company, eine von der North British Locomotive Company sowie eine von Beyer-Peacock aus dem Vereinigten Königreich. Vertreten sind weiter eine Maschine der Lima Locomotive Works, eine von der American Locomotive Company (ALCO), eine von den Vulcan Iron Works aus den Vereinigten Staaten sowie je eine Lok von Schneider-Creusot und Batignolles und zwei von Corpet-Louvet aus Frankreich.
Die Besucher können die Führerstände betreten. Die Lokomotiven sind mit Tafeln, die die wichtigsten Informationen über technische Details enthalten, ausgestattet.
Das Museum zeigt zudem neun Personenwagen, davon zwei mit hölzernen Aufbau. Der Salonwagen, den Mustafa Kemal Atatürk verwendete, kann im Inneren besichtigt werden. Es gibt weiter sieben Güterwagen auf dem Gelände, auf dem ferner Versorgungseinrichtungen für Bahnhöfe und Bahnbetriebswerke wie ein Wasserturm, Handkarren, Kräne und eine Schneeschleuder ausgestellt sind.
Die Dampflokomotive Nummer 45.501, die mit dem  Simplon-Orient-Express am Eisenbahnunfall Yarımburgaz 1957 beteiligt war, ist im Museum ausgestellt. Mit 95 Todesopfern war dieser Unfall eines der schlimmsten Zugunglücke in der Türkei.